# Estereótipo Mammy

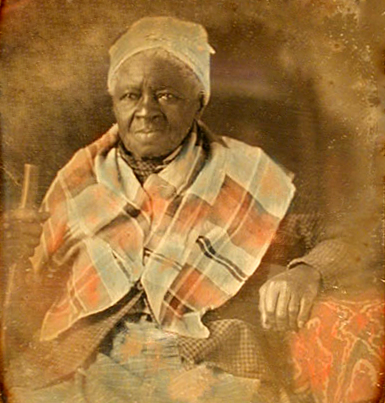
Mauma Mollie. Ela morreu na década de 1850 na casa da família de seu senhor na Flórida. Um membro da família a descreveu como cuidando de "quase todas as crianças da família" e disse que a amavam como uma "segunda mãe".

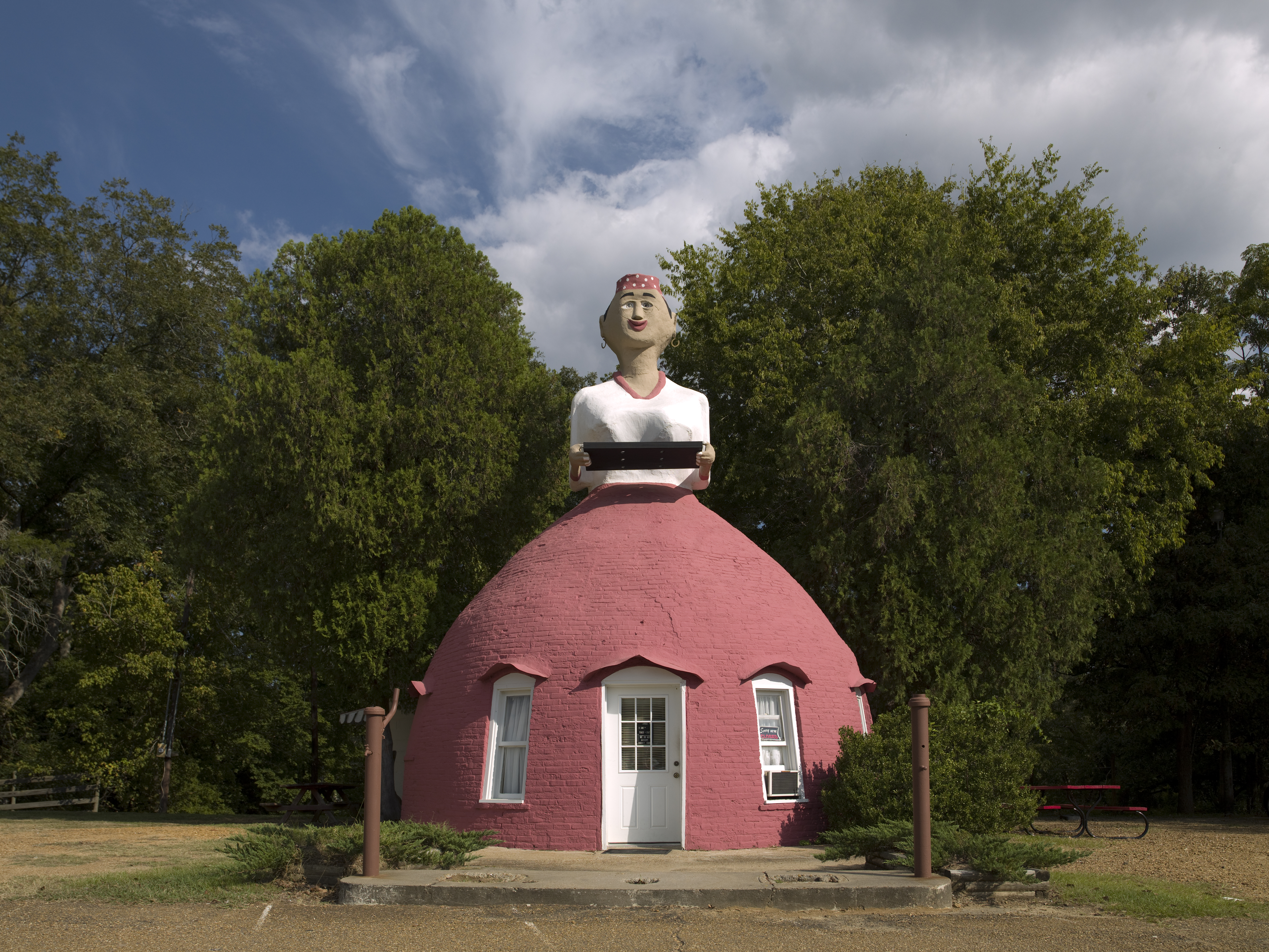
"Mammy's Cupboard", restaurante de arquitetura inusitada de 1940 em Adams County, Mississippi

A mammy é um estereótipo histórico dos EUA que retrata mulheres negras, geralmente escravizadas, que realizavam trabalhos domésticos, inclusive o cuidado com crianças, lembra um pouco a personagem conhecida como "Tia Nastácia". A personagem mammy ficcionalizada é frequentemente visualizada como uma mulher de pele escura com personalidade materna. A origem do estereótipo da figura mammy está enraizada na história da escravidão nos Estados Unidos, já que as mulheres escravizadas eram frequentemente encarregadas de trabalhos domésticos e de cuidar de crianças nas residências de famílias que mantinham escravos. A caricatura mammy foi utilizada para criar uma narrativa em que as mulheres negras eram vistas como satisfeitas com a instituição da escravidão e a servidão doméstica. O estereótipo mammy associa as mulheres negras a papéis domésticos, e argumenta-se que, juntamente com a segregação e a discriminação, limitou as oportunidades de trabalho para as mulheres negras durante a era Jim Crow (1877 a 1966).

## História
A caricatura mammy foi vista pela primeira vez na década de 1830 na literatura pró-escravidão do período anterior à Guerra Civil, como forma de se opor à descrição da escravidão apresentada pelos abolicionistas. Uma das primeiras versões ficcionalizadas da figura mammy é a Tia Chloe em A Cabana do Pai Tomás de Harriet Beecher Stowe, publicado pela primeira vez em 1852.
Alguns estudiosos veem a figura mammy como enraizada na história da escravidão nos Estados Unidos. Mulheres afro-americanas escravizadas eram encarregadas das funções de trabalhadoras domésticas em residências de brancos americanos. Suas tarefas incluíam preparar refeições, limpar casas, e amamentar e criar os filhos de seus proprietários. Destas circunstâncias surgiu a imagem da mammy.

### Era da segregação e monumento do National Mall

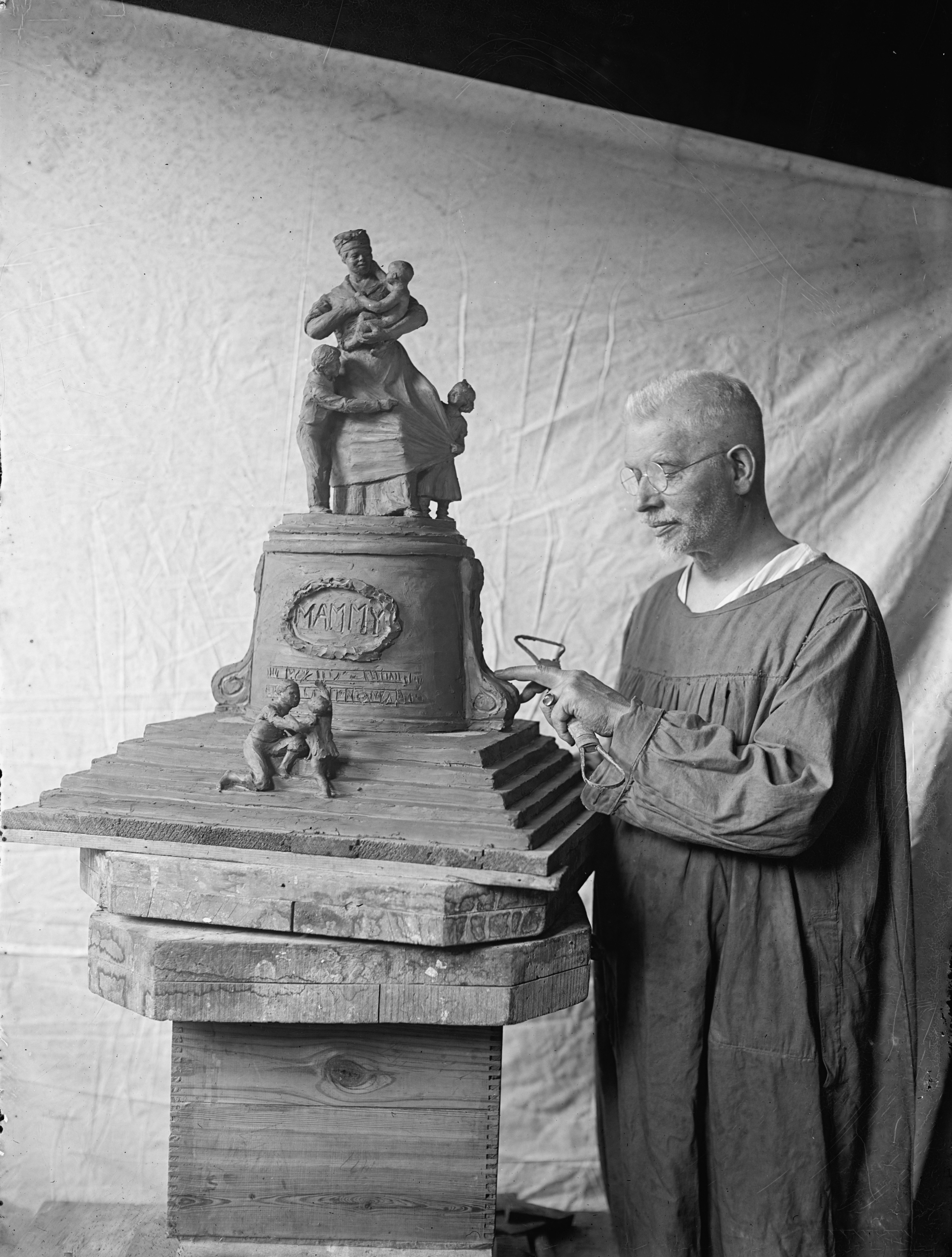
Escultor Ulric Stonewall Jackson Dunbar com uma maquete de sua proposta para o "memorial mammy", 1923

Embora tenha se originado no período da escravidão, a figura mammy ganhou proeminência durante a Era da Reconstrução. Alguns estudiosos podem argumentar que o papel da mammy no Sul dos Estados Unidos serve como revisão histórica. Em esforços para reinterpretar e legitimar o legado da escravidão de propriedade em meio à opressão racial, a imagem mammy tornou-se especialmente proeminente na era da segregação racial e continua a ser reproduzida, tendo persistido até o século XXI.
Em 1923, as Filhas Unidas da Confederação propuseram a ereção de uma estátua mammy no National Mall. A estátua proposta teria sido dedicada à "Mammy Negra do Sul". O projeto de lei recebeu uma ovação de pé no Senado, onde foi aprovado por consenso bipartidário, mas morreu em comissão na Câmara dos Deputados após protestos escritos de milhares de mulheres negras.

### Crítica histórica
A historicidade da figura mammy é questionável. Relatos históricos indicam que a maioria das empregadas domésticas era composta por adolescentes e jovens adultos, e não por "tipos de avó" como a mammy. Melissa Harris-Perry argumentou que a mammy foi uma criação da imaginação da supremacia branca, que reimaginou as jovens escravas desprovidas de poder e coagidas como mulheres tranquilizadoras, confortáveis e consentâneas. Isso contrasta com outros relatos historicamente precisos de mulheres escravizadas que temiam por suas vidas nas mãos de senhores abusivos. Em 1981, Andy Warhol incluiu a mammy em sua série Myths, ao lado de outros personagens mitológicos e folclóricos, como Papai Noel, Mickey Mouse e Superman.
Em Mammy: A Century of Race, Gender, and Southern Memory (2008), Kimberly Wallace-Sanders argumentou que os atributos estereotipados da mammy apontam para a origem de sua inspiração: "um casamento duradouro e conturbado de essencialismo racial e de gênero, mitologia, e nostalgia sulista."
A imagem romantizada da mammy sobrevive na imaginação popular do Estados Unidos moderno. A psicóloga Chanequa Walker-Barnes argumenta que a correção política levou a que a figura mammy fosse menos prevalente na cultura do século XXI, mas o arquétipo mammy ainda influencia a representação das mulheres afro-americanas na ficção, como cuidadoras exemplares, afetuosas, altruístas, fortes e solidárias, atuando como personagem coadjuvante para os protagonistas brancos. Ela cita como exemplos Miranda Bailey, Mercedes Jones e Ivy Wentz.

## Características ficcionais
A mammy é geralmente retratada como uma mulher idosa, acima do peso e de pele escura. Ela é uma figura idealizada de cuidadora: afável, leal, maternal, não ameaçadora, obediente e submissa. A figura mammy demonstra deferência (também chamado de submissão ou passividade) à autoridade branca. Por vezes, a mammy também é representada como uma mulher atrevida. Ela é devotada aos seus senhores/empregadores e seu objetivo principal na vida é cuidar de suas necessidades. Em algumas representações, a mammy tem sua própria família. Mas suas funções de cuidado sempre vêm em primeiro lugar, fazendo com que a mammy seja retratada como uma mãe ou avó negligente. E, embora a mammy seja devotada à sua família branca, ela frequentemente trata sua própria família de maneira inadequada.
Melissa Harris-Perry descreve a relação entre a mammy e outros afro-americanos em Sister Citizen: Shame, Stereotypes, and Black Women in America (2011) resumindo que "Mammy não era uma protetora ou defensora das crianças ou comunidades negras. Ela representava um ideal maternal, mas não no cuidado de seus próprios filhos. Seu amor, carinho, conselhos, correções e supervisão eram reservados exclusivamente para mulheres e crianças brancas."
Este estereótipo contrasta com o estereótipo da Jezebel, que retrata mulheres afro-americanas mais jovens como ardilosas e promíscuas. A mammy é ocasionalmente retratada como uma mulher religiosa. Na maioria das vezes, a mammy é uma figura assexual, "desprovida de quaisquer desejos pessoais que possam tentá-la a pecar". Isso faz com que a mammy atue tanto como confidente quanto como guia moral para seus jovens sob seus cuidados, capaz de mantê-los em ordem.
Kimberly Wallace-Sanders inclui outras características da mammy em Mammy: A Century of Race, Gender, and Southern Memory (2008): um corpo grande e escuro, um rosto redondo e sorridente, uma voz profundamente sonora e calmante sem esforço, e uma risada estrondosa. Seus atributos pessoais incluem paciência infinita, humor autodepreciativo, uma compreensão implícita e aceitação de sua própria inferioridade, e sua devoção aos brancos. A mammy também era de seios grandes, dessexualizada e potencialmente hostil em relação aos homens negros. Muitas dessas características eram negadas às mulheres escravizadas afro-americanas, mas eram geralmente atribuídas à mammy.

### Vestuário
O vestuário frequentemente reflete o status de seu senhor. A mammy é geralmente asseada e limpa e usa roupas adequadas às suas tarefas domésticas. Às vezes, uma mammy considerava-se "vestida para impressionar", mas normalmente consistia apenas na adição de um boné e de uma capa de veludo de seda, que tendiam a pertencer ao seu senhor.

### Condições de vida
Quando a mammy não permanecia na casa de seus senhores ou não estava ocupada atendendo às necessidades dos filhos destes, ela vivia separadamente. Ela morava com seu marido e filhos em uma cabana que se distinguia das cabanas dos demais escravizados em tamanho e estrutura. A cabana era situada próxima à casa do senhor, mas a uma distância das outras cabanas.
Embora suas tarefas fossem muito menos cansativas e extenuantes, suas horas eram frequentemente longas, deixando pouco tempo para seu próprio lazer. Sua vida girava em torno de suas obrigações, que não lhe permitiam ter um estilo de vida individual além de servir. Havia uma flexibilidade em suas funções que a diferenciava de uma enfermeira comum ou de uma ama de leite. Em algumas das casas mais abastadas, a mammy contava com assistentes que a ajudavam a cuidar das crianças da residência. Essas mulheres eram frequentemente muito mais jovens do que a própria mammy.
A mammy, ao contrário dos outros escravizados, geralmente não era vendida, e os filhos da mammy eram mantidos na mesma família pelo maior tempo possível, preservando as mesmas relações que ela tinha com o senhor. Muitas vezes, a mammy era forçada a deixar seus próprios filhos para cuidar das crianças do senhor. Em muitos casos, as mammies optavam por ter seus próprios filhos retirados, pois precisavam fornecer leite materno para nutrir as crianças de seus senhores. Temiam que, se alimentassem seus próprios filhos, não houvesse leite suficiente para os filhos do senhor.

### Papéis em residências de plantações
O papel ficcional da mammy nas residências de plantações surge dos papéis desempenhados pelos escravizados afro-americanos na plantação. Os escravos afro-americanos desempenhavam funções vitais na residência da plantação. Para a mammy, a maioria dessas tarefas estava relacionada ao cuidado das crianças da família do senhor, aliviando assim a senhora da casa de todo o trabalho braçal associado ao cuidado infantil. Quando as crianças cresciam e eram capazes de cuidar de si mesmas, o principal papel da mammy era ajudar a senhora com as tarefas domésticas. Conforme seus anos de serviço com a família aumentavam, a esfera de influência da mammy também se ampliava. Ela ficava logo após a senhora em autoridade e tinha a capacidade de dar ordens a todos na casa.
A mammy é frequentemente considerada parte da família que possuía escravos tanto quanto os membros de sangue. Embora seja considerada de status inferior, ela ainda era incluída no círculo íntimo. Muitas vezes, foi referida como um "tipo único de maternidade adotiva". Além de atender às necessidades das crianças, a mammy também era responsável por ensiná-las a correta etiqueta, como se dirigir aos anciãos da plantação como "tia" ou "tio". Ela sabia quando falar adequadamente em ocasiões particulares e quando não o fazer. A mammy possuía a capacidade de disciplinar e conseguia manter o respeito daqueles com quem trabalhava, mesmo quando as crianças alcançavam a idade adulta.

### Publicidade

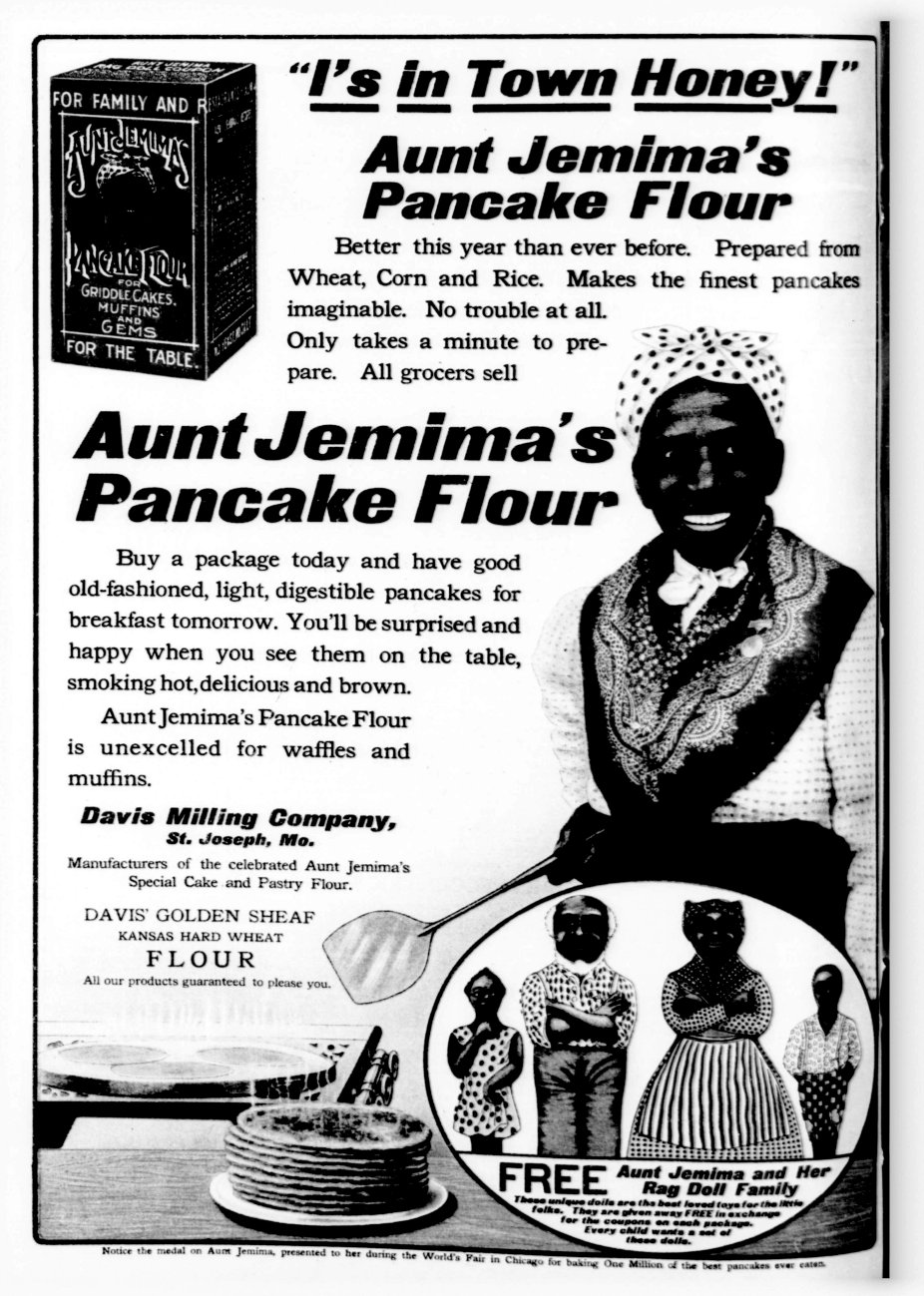
Anúncio de 1909 para a mistura para panquecas Aunt Jemima no New York Tribune, apresentando uma família de boneca de pano no canto inferior direito

A caricatura mammy tem sido utilizada em anúncios por corporações, especialmente na indústria alimentícia. Em 2020, a marca Tia Jemima foi criticada por seu branding após receber críticas públicas sobre a utilização de uma caricatura mammy como logotipo. A personagem Aunt Jemima não era uma pessoa real e foi interpretada por várias pessoas, começando com a ex-escrava libertada Nancy Green de 1893 a 1923, seguida por outras, incluindo Anna Robinson (1923–1951), Edith Wilson (1948–1966) e Ethel Ernestine Harper (nos anos 1950). Um dos fundadores da Aunt Jemima concebeu o nome e o branding após ouvir uma canção de minstrel intitulada "Old Aunt Jemima". Subsequentemente, outras empresas que lucraram com o uso de imagens de caricaturas negras também receberam críticas. Uncle Ben's, Mrs. Butterworth's e Cream of Wheat são algumas das empresas que foram destacadas. Em 2021, Quaker Oats, proprietária da marca Aunt Jemima, decidiu rebatizá-la como The Pearl Milling Company e alterou seu logotipo da caricatura mammy para a imagem de um moinho tradicional.

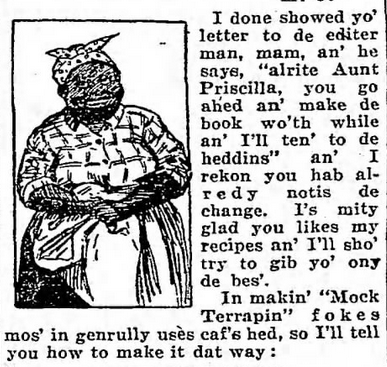
Imagem de Aunt Priscilla e texto em dialeto do The Baltimore Sun, 1921

Aunt Priscilla's Recipes foi uma coluna de culinária e receitas publicada no Baltimore Sun durante a década de 1930. Tia Priscilla era uma caricatura mammy, a estereotipada cozinheira sulista exemplar que falava em um dialeto quebrado e exagerado. O pseudônimo de Aunt Priscilla era, na verdade, de uma mulher branca chamada Eleanor Purcell. Purcell também lançou vários livros de receitas sob esse pseudônimo. Purcell também assumiu a persona de Aunt Ada em uma coluna do The Evening Sun intitulada "Ask Aunt Ada". Mulheres negras eram frequentemente as faces dessas colunas de culinária ou de administração doméstica, devido aos estereótipos como o da mammy, que as associavam a papéis de servidão e domésticos.
Imagens como as de Aunt Jemima e Aunt Priscilla eram caricaturas mammy que criavam uma representação negativa e limitadora dos papéis de servidão para famílias brancas.

### Cinema
No início do século XX, a personagem mammy era comum em muitos filmes. Hattie McDaniel tornou-se a primeira afro-americana a ganhar um Óscar de melhor atriz secundárias com sua atuação como "Mammy" em E o Vento Levou em 1939. Em 1940, pouco depois da vitória, a NAACP examinou criticamente o papel de McDaniel, e criticou Hollywood pela falta de papéis diversificados para negros e personagens fora da servidão. McDaniel respondeu às críticas dizendo: "Por que eu deveria reclamar de ganhar $7.000 interpretando uma empregada? Se eu não reclamasse, estaria ganhando $7 por semana realmente sendo uma."
Algumas das representações contemporâneas da caricatura mammy na mídia têm sido interpretadas por homens negros (Henson, 2013). Uma representação contemporânea da caricatura mammy pode ser vista no filme Big Momma's House, dirigido por Raja Gosnell e estrelado por Martin Lawrence. No filme, Martin Lawrence interpreta um agente do FBI, Malcolm Turner, que se infiltra como "Big Momma" Hattie Mae Pierce, exibindo os maneirismos e a aparência estereotipados de uma caricatura mammy. A personagem Big Momma é uma matriarca negra idosa de grande porte e dona de casa, com crenças religiosamente evidentes e uma atitude cuidadosa. Outro estereótipo mammy apresentado no filme é o da parteira e do trabalho doméstico, originado da história de mulheres negras mais velhas que atuavam como parteiras nas plantações.
The Help (filme) é um filme baseado em um romance de Kathryn Stockett sobre empregadas domésticas negras de famílias brancas em Jackson, Mississippi, durante a década de 1960. O romance e o filme centram-se na experiência das trabalhadoras domésticas negras, influenciados pelo fato de que tanto o escritor quanto o diretor cresceram com babás negras. A história é positiva sob a perspectiva da personagem principal, Skeeter, que também foi criada por uma babá negra. Durante o filme, Skeeter convence várias empregadas negras a compartilharem suas histórias e queixas, o que causa um alvoroço. O filme foi criticado por diversas razões, dentre elas o fato de que tanto o romance quanto o filme foram escritos e produzidos por pessoas brancas, resultando em representações derivadas de perspectivas limitadas de indivíduos que não vivenciaram a realidade retratada. A Associação dos Historiadores Negros divulgou uma declaração afirmando que "The Help distorts, ignores and trivializes the experiences of Black domestic workers", ou seja, "The Help distorce, ignora e trivializa as experiências das trabalhadoras domésticas negras." Quando questionada sobre seu papel no filme, Viola Davis expressou sua preocupação em interpretá-lo devido ao estereótipo, embora tenha argumentado que a mammy permanece uma caricatura, pois jamais é humanizada nas narrativas ou representações. A mãe e a avó de Davis também trabalharam como empregadas, de modo que ela estava familiarizada com a experiência e a vida das mulheres negras no trabalho doméstico. Davis ainda desafiou os cineastas a explorarem as vidas dessas mulheres fora da cozinha e a não limitarem sua identidade à de empregadas.

### Histórias em quadrinhos
- Rachel, Bobby's Make-Believe, 1919, Gasoline Alley, 1921.[25]
- Opal, Boots and Her Buddies, de Edgar Martin

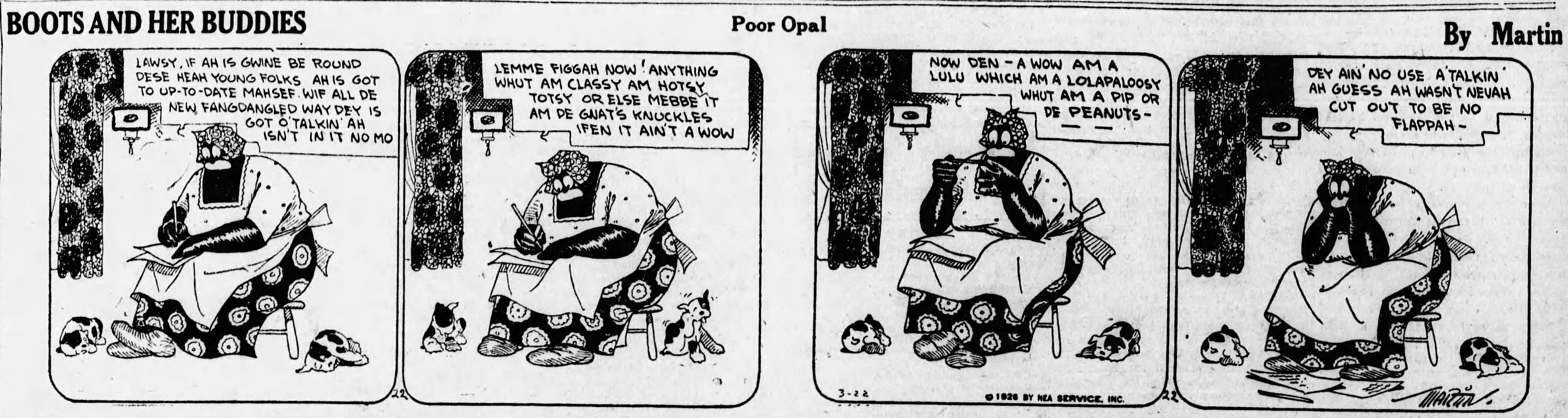
Boots and Her Buddies, de Edgar Martin (21 de março de 1926)

### Bonecas e cerâmicas

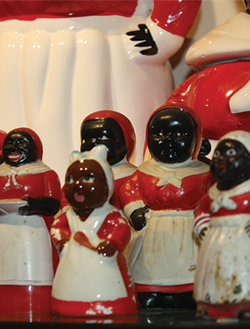
Figurinas de mammy no Jim Crow Museum of Racist Memorabilia

A iconografia mammy pode ser encontrada na forma de diversos objetos, incluindo bonecas, cerâmicas, potes para biscoitos, saleiros e pimenteiros, entre outros itens domésticos. A caricatura mammy fazia parte da propaganda pós-Guerra Civil que disseminava estereótipos negativos e falsos sobre os afro-americanos. Essas cerâmicas e bonecas mammy tiveram efeitos semelhantes às representações enganosas criadas pelos shows de minstrel. Tais estatuetas frequentemente apresentavam traços exagerados e tentavam retratar falsamente os afro-americanos como "dóceis, burros e animados". Apesar de seu significado racista, esses itens foram preservados e são considerados memorabilia. Embora essas bonecas e cerâmicas mammy desumanizem os negros, algumas ainda são valorizadas e comercializadas por centenas de dólares.
Em Natchez, Mississippi, há um restaurante à beira da estrada chamado Mammy's Cupboard, fundado em 1940. O edifício tem a forma de uma caricatura mammy, com um turbante e uma longa saia vermelha. Semelhante à Aunt Jemima, o Mammy's Cupboard utiliza a iconografia e o estereótipo das mulheres negras para promover um negócio. O uso, pelo restaurante, de uma caricatura mammy para retratar a servidão negra remete à forma como essa imagem era apresentada no Velho Sul.
A personagem Beloved Belindy foi criada pelo idealizador da Raggedy Ann, Johnny Gruelle. Essa personagem foi comercializada como uma boneca e apresentada em livros.

### Romances
- Beloved Belindy – Johnny Gruelle[28]

### Televisão
A televisão não se tornou comum nos lares dos EUA até meados ou final da década de 1940, fazendo com que os programas de rádio fossem formas populares de entretenimento para a família americana. Em 1939, Beulah Brown estreou como personagem no programa de rádio Homeward Unincorporated. Beulah, como personagem, era altamente estereotipada e representava a quintessência da figura mammy na forma auditiva. A personagem foi originalmente interpretada pelo ator branco Marlin Hurt. Ela foi bem recebida e incorporada em diversos outros programas de rádio. Com o tempo, os criadores e produtores desses programas desejaram ter uma mulher negra de verdade como a voz da personagem. Hattie McDaniel foi escalada para o papel na versão radiofônica em 1947, pois já era famosa por suas múltiplas atuações premiadas retratando o estereótipo mammy. O programa de rádio foi adaptado para a televisão no início dos anos 1950 e passou a ser exibido por três temporadas. A primeira temporada teve como estrela Ethel Waters, que posteriormente deixou a série por não querer mais retratar o estereótipo mammy. McDaniel assumiu o papel na segunda temporada, filmando um total de seis episódios antes de adoecer. Nota-se que McDaniel escolheu interpretar esses papéis repetidamente, pois eram os únicos papéis acessíveis para atrizes negras na época. Semelhante à forma como foi escalada para o rádio, McDaniel era o epítome do que se esperava de uma mammy – de grande porte, com boca larga e pele escura, contrastando com dentes brancos e olhos grandes. O papel na televisão também foi interpretado por Louise Beavers. Além da atriz que a interpretava, Beulah, enquanto personagem, possuía todas as características de uma mammy. Ela sempre se certificava de que sua "família", a família para a qual trabalhava, estivesse bem cuidada, ajudando-os a qualquer custo e colocando as necessidades deles acima das suas, como pode ser observado em vários episódios. A NAACP, e outros críticos não aprovavam a imagem das mulheres afro-americanas representada no show, por apoiar o estereótipo mammy.
Com o tempo, a imagem da mammy passou por uma reformulação contemporânea. Algumas das características mais modernas que a mammy adquiriu foram a remoção do lenço na cabeça, a redução de sua estatura e um tom de pele mais claro. Além disso, seu senhor nem sempre era branco.
Algumas sitcoms televisivas contemporâneas que apresentaram mammies incluem Maude, onde a personagem Florida, interpretada por Esther Rolle, trabalhava como empregada doméstica para uma família branca. Um spin-off intitulado Good Times foi criado, no qual a personagem de Rolle tornou-se o centro da série; o programa focava em sua família, que vivia, em geral, de forma feliz em um conjunto habitacional de baixa renda. Outras séries que apresentaram mammies como personagens incluem That's My Mama, Gimme a Break! e What's Happening!!.
Quando outras mammies contemporâneas surgiram, elas geralmente mantinham sua ocupação como trabalhadoras domésticas e apresentavam as mudanças físicas descritas; contudo, suas qualidades emocionais permaneciam inalteradas. Essas mammies contemporâneas continuavam sendo perspicazes e bastante opiniosas. Uma nova reviravolta na representação da mammy contemporânea ocorreu na sitcom The Jeffersons, onde Florence, uma empregada interpretada por Marla Gibbs, trabalha para uma família afro-americana abastada.
A Different World foi uma sitcom dos anos 1980 que apresentou estudantes da Hillman, uma faculdade historicamente negra fictícia. Em um episódio intitulado "Mammy Dearest", o estereótipo mammy foi discutido. O episódio centrou-se em uma exposição planejada pela personagem Whitley Gilbert. Nela, Gilbert incluiu imagens de uma "mammy". A personagem Kimberly Reese ficou aborrecida e exigiu que a imagem fosse removida da exposição. Gilbert e outros argumentaram que era necessário resgatar a imagem e dissociá-la de sua história racista. Mais tarde, Reese revelou uma história de infância na qual se fantasiou de princesa núbia para um concurso de fantasias na escola. Ao vencer, foi chamada de "Tia Jemima". O incidente foi traumático para ela, pois sentiu que era assim que as pessoas a viam.

### Legado
Atualmente, imagens estereotipadas ou controladoras de mulheres negras refletem as mudanças econômicas, legais e sociais ocorridas com os negros nos últimos 50–60 anos. Tais imagens também refletem uma sociedade como um todo – uma economia global, alcance midiático sem precedentes e desigualdade racial em transição – e são específicas de classe. Mulheres negras da classe trabalhadora são retratadas como a “Mãe Negra Ruim”/“Rainha do Bem-Estar” e a “Vadia” (mulheres negras materialistas e hiperssexuais na cultura do hip-hop); mulheres negras da classe média são apresentadas como “Senhoras Negras” com suposto desejo sexual incontrolável; e uma mulher negra educada é frequentemente retratada como uma “Vadia Negra Educada”, caracterizada como manipuladora e controladora. Mulheres negras em posições de poder são muitas vezes vistas como a “Mammy dos dias modernos”, termo que atualmente se refere a uma mulher negra bem-educada e bem-sucedida da classe alta/média-alta que “mantém estruturas, instituições ou chefes dominados por brancos, em detrimento de sua vida pessoal”. Isto é um derivado do estereótipo original "Mammy", no qual a mulher negra não apenas era subserviente, mas frequentemente se mostrava satisfeita em servir seu senhor branco.